# Carlsbad Cavern
Pour les articles homonymes, voir Carlsbad.
La Carlsbad Cavern est une grotte américaine située dans le comté d'Eddy, au Nouveau-Mexique. Protégée au sein du parc national des grottes de Carlsbad, elle en est la principale attraction. Ouverte sur le Bat Flight Amphitheater, un amphithéâtre qui permet l'observation de l'envol des chauves-souris qui y vivent, elle est parcourue par le Carlsbad Caverns Trail, un sentier souterrain classé National Recreation Trail depuis 1983.